# Savona Foot-Ball Club 1967-1968
Questa voce raccoglie le informazioni riguardanti il Savona Foot-Ball Club nelle competizioni ufficiali della stagione 1967-1968.

## Rosa
| N. |                   | Ruolo | Calciatore        |
| -- | ----------------- | ----- | ----------------- |
|    | Italia (bandiera) |       | Aimone            |
|    | Italia (bandiera) |       | Benigni           |
|    | Italia (bandiera) |       | Boncompagni       |
|    | Italia (bandiera) |       | Bottaro           |
|    | Italia (bandiera) | D     | Francesco Canepa  |
|    | Italia (bandiera) | C     | Luigino Caucci    |
|    | Italia (bandiera) | D     | Massimo Cherubini |
|    | Italia (bandiera) | C     | Eugenio Fascetti  |
|    | Italia (bandiera) | A     | Marco Fazzi       |
|    | Italia (bandiera) |       | Fiorani           |
|    | Italia (bandiera) | C     | Giuseppe Furino   |
|    | Italia (bandiera) | P     | Italo Ghizzardi   |

| N. |                   | Ruolo | Calciatore        |
| -- | ----------------- | ----- | ----------------- |
|    | Italia (bandiera) | C     | Orazio Gittone    |
|    | Italia (bandiera) | A     | Antonio Marcolini |
|    | Italia (bandiera) | C     | Franco Massucco   |
|    | Italia (bandiera) | C     | Guido Mattei      |
|    | Italia (bandiera) | A     | Luigi Merlo       |
|    | Italia (bandiera) |       | Nannarelli        |
|    | Italia (bandiera) | C     | Pietro Natta      |
|    | Italia (bandiera) | D     | Sergio Osterman   |
|    | Italia (bandiera) | C     | Carlo Pietrantoni |
|    | Italia (bandiera) | D     | Carlo Pozzi       |
|    | Italia (bandiera) | A     | Tiziano Stevan    |
|    | Italia (bandiera) | D     | Osvaldo Verdi     |